# دانشمندچی
دانشمندچی (انگلیسی: Danishmandchi; تولد نامشخص – ۱۳۴۸) فرمانروا از سال ۱۳۴۶ تا ۱۳۴۸، خان خانات جغتای بود. او دومین خان از خانات چغتای بود که از تبار اوگتای خان بود.